# Calobate de Sumatra
Carpococcyx viridis
Espèce
Statut de conservation UICN

 CR C2a(ii) : 
En danger critique
Le Calobate de Sumatra (Carpococcyx viridis) est une espèce d'oiseaux de la famille des Cuculidae, endémique du sud-ouest de Sumatra (Indonésie).
C'est une espèce monotypique (non subdivisée en sous-espèces).